# Брижинський Михайло Іванович
Михайло Іванович Брижинський (нар. 6 жовтня 1951 року в Нових Турдаках — 22 грудня 2020) — радянський мордовський письменник, член Спілки письменників СРСР, Народний письменник Республіки Мордовія.

## Біографія
Народився в сім'ї вчителів Івана Сергійовича Брижинського і Надії Андріївни Фатькиної. Закінчив Новотурдаковську середню школу в 1968 році і філологічний факультет Мордовського педагогічного інституту. У 1977 році, після служби в армії, влаштувався в школу в рідному селі працювати вчителем рідної мови та літератури.
Першу повість «Половт» («Набат») про боротьбу росіян і мордви проти монголо-татарського ярма опублікував у 1983 році. У 1986 році випустив повість російською «Ради братий своих» про повстання Степана Разіна і життя Альони Арзамаської, у 1988 році — роман «Вклонися борозні» про сільське життя. У 1991 році опублікував збірку оповідань на мордовській мові «Эрямодо надобия» («Ліки від життя»), куди увійшли три оповідання, триптих «Заку-ун» і есе «Пингень гайть» («Дзвін епох»), що вийшла в 2004 році. В есе Брижинський розповідав про походження мордовського народу з наукової точки зору, підкріплюючи затвердження науковими доказами. У 2008 році він випустив етнографічну повість «Кирдажт» («Ровесники»), в якій в художній формі розповідається про історії мордовського народу і обрядом посвячення юнака в чоловіка, показуються обставини формування характеру і світогляду людини в період його повної залежності від пристосованості до умов існування в навколишньому середовищі. Також Брижинський відомий як автор «Російсько-ерзянського шкільного словника» (2015) і як автор підручника-хрестоматії з мордовської літератури, випущеного ним разом з дружиною Надією Никифорівною.
Член Союзу письменників СРСР з 1990 року. Почесний працівник загальної освіти РРФСР. Лауреат Держпремії Республіки Мордовія (2004). Народний письменник Республіки Мордовія (2014).